# دايفيد تومسون (دبلوماسي)
دايفيد تومسون (بالإنجليزية: David P. Thompson)‏ (و. 1834 – 1901 م) هو دبلوماسي، وسياسي أمريكي، ولد في كاديز، كان عضوًا في الحزب الجمهوري، وكان عضوًا في الحزب الديمقراطي، ويحمل رتبة عسكرية نقيب، توفي في بورتلاند، أوريغون، عن عمر يناهز 67 عاماً.

## مناصب
تولى منصب Governor of the Territory of Idaho ‏ (أبريل 1876–مايو 1876)
- سفير الولايات المتحدة  لدى تركيا  [لغات أخرى]‏
- عضو مجلس ولاية أوريغون ‏
- عضو مجلس نواب أوريغون ‏
- سفير

.